# خريطة الشارع المفتوحة
خريطة الشارع المفتوحة (بالإنجليزية: OpenStreetMap واختصارا OSM) مشروع تعاوني يهدف إلى إنشاء خرائط منشورة برخصة حرة. تُرسم الخرائط بطريق جمع البيانات الجغرافية بالمسح الأرضي باستخدام مستقبلات نظام التموضع العالمي المحمولة، وكذلك بالاستعانة بمصادر حرة أخرى. يمكن للمستخدمين تحرير المسارات والطرق وتحديثها من خلال وسائل التحرير المتاحة.
بدأ ستيف كوست المشروع سنة 2004 في بريطانيا مستلهما تجربة ويكيبيديا وسيادة الخرائط المنشورة بتراخيص مغلقة في بريطانيا وغيرها. منذ ذلك الحين نمى عدد المستخدمين المسجلين إلى أكثر من مليون يجمعون البيانات باستخدام GPS والصور الجوية ومصادر أخرى. الخرائط التي ينتجها المشروع منشورة برخصة قواعد البيانات المفتوحة، وتشرف مؤسسة خرائط الشارع المفتوحة على الموقع الذي يجري من خلاله تنسيق العمل، وهي مؤسسة غير هادفة للربح مسجلّة في إنجلترا
البيانات التي تمثّل الخرائط التي ينتجها المشروع تستخدم في تطبيقات مثل Craiglist و Geocaching و MapQuest Open والأدوات الإحصائية JMP و Foursquare بدلا من خرائط جوجل، كما أنها تعدّ مصدر رئيسيا لبيانات مستقبلات GPS. تتميز بجودة تلك البيانات وأحيانا تفوق مثيلاتها من المصادر التجارية، غير أن جودة البيانات في المشروع تتفاوت من مكان جغرافي لآخر في العالم، حسب نشاط المجتمع العامل عليه، والمهارة الإجمالية لأفراده وثقافتهم.
منذ سنة 2007 يُعقد سنويا مؤتمر دولي بعنوان State of the Map يحضره المهتمون بالمشروع وبالخرائط وبالبيانات الحرّة.

## تاريخ
أنشأ ستيف كوست المشروع عام 2004، مع التركيز في البداية على رسم الخرائط للمملكة المتحدة. في المملكة المتحدة وغيرها، خلقت المشاريع المدارة من الحكومة والممولة من الضرائب مثل الوكالة الوطنية البريطانية لرسم الخرائط، قواعد بيانات هائلة ولكن فشلت في توزيعهم بحرية وبشكل واسع. فأول مساهمة، والتي حدثت في المدينة البريطانية لندن عام 2005، تم وصفها من مجلة دايركشن بأنها الطريق.
في أبريل من العام 2006، تم إنشاء مؤسسة خريطة الشارع المفتوحة من أجل تشجيع النمو، والتطور، وتوزيع بيانات الجغرافية المكانية المجانية وتزويد أي شخص ببيانات الجغرافية المكانية لاستخدامها ومشاركتها مع الآخرين. وفي ديسمبر من العام 2006، أكدت شركة ياهو أن خريطة الشارع المفتوحة بإمكانها استخدام التصوير الجوي الخاص بها كخلفية لإنتاج الخرائط.
في آبريل من العام 2007، تبرعت شركة Automotive Navigation Data بمجموعة من بيانات الطرق كاملة لدولة هولندا وبيانات طرق المسافات الطويلة للهند والصين من أجل المشروع. وصولا إلى يوليو من العام 2007، عندما عُقد أول مؤتمر دولي لخريطة الشارع المفتوحة تحت اسم حالة الخريطة والتي حينها كان هنالك 9000 مشترك مسجل. فكان من داعمي الأمسية كل من شركة جوجل، وياهو، و MultiMap. وفي أكتوبر من عام 2007، أتمت شركة خريطة الشارع المفتوحة استيراد بيانات الطرق لUS Census TIGER. وفي كانون أول من عام 2007، أصبحت جامعة أوكسفورد أول مؤسسة رائدة تستخدم بيانات خريطة الشارع المفتوحة على موقعها الرئيسي.
استمرت طرق استيراد وتصدير البيانات بالنمو. فمع وصول العام 2008، طور المشروع أدوات لاستيراد بيانات خريطة الشارع المفتوحة بهدف توليد وحدات GPS متنقلة عن طريق استبدال مالكيها وخرائطها المنتهية تاريخها. في مارس، أعلن اثنين من المؤسسين أنهم على تمويل رأس المال الاستثماري بقيمة 2.4 مليون يورو لCloudMade، والتي هي شركة تستخدم بيانات خارطة الشارع المفتوحة. وفي تشرين ثاني من العام 2010، قامت بينغ بتغيير رخصتهم للسماح باستخدام أقمارهم الصناعية من أجل رسم الخرائط.
في العام 2012، أدى إطلاق التسعير لخرائط جوجل إلى تحويل العديد من المواقع الإلكترونية البارزة خدماتهم إلى خريطة الشارع المفتوحة ومنافسين آخرين. من ضمنهم كان كل من Foursquare و Craiglist، الذين تبنوا خريطة الشارع المفتوحة. بالإضافة إلى أبل التي أنهت عقدها مع جوجل وأطلقت منصة رسم خرائط ذاتية البناء باستخدام TomTom وبيانات خريطة الشارع المفتوحة.

## استخدامها في جهود الإغاثة
أثناء كارثة زلزال هاييتي سنة 2010 استخدم متطوعو OSM و Crisis Commons صور السواتل المتاحة لوضع خرائط للطرق والمباني ومخيمات اللاجئين في مدينة بورتوبرنس في غضون يومين، فبنوا «أكمل خريطة رقمية لطرق هاييتي» حسب وصف صحيفة نيويورك تَيْمز
واستخدمت هذه الخريطة منظمات إغاثة وعون عديدة، منها البنك الدولي ومجمع الأبحاث الأوربي ومكتب تنسيق جهود الإغاثة ومعهد الأمم المتحدة للتدريب والبحوث وغيرها.

## شروط الترخيص
في بداية المشروع نُشرت بيانات خريطة الشارع الحرّة برخصة المشاع الإبداعي بغرض ترويج الاستخدام الحرّ ونشر البيانات. ثم في سبتمبر 2012 تغيّرت الرّخصة إلى رخصة قاعدة البيانات المفتوحة (ODbL) التي تصدرها مؤسسة Open Data Commons بغرض توكيد انطباق الرخّصة على البيانات الجغرافية المؤلفة للخرائط، لا صور الخرائط. نتيجة لذلك، حُذفت أجزاء من البيانات من مستودع المشروع، منها البيانات التي كان قد ساهم بها مشاركون لم يوافقوا على التحوّل في الرّخصة، وكذلك كلّ التحريرات اللاحقة على الكيانات التي تصفها تلك البيانات، كما حُذِفت البيانات التي كانت تراخيص مصادرها غير متوافق مع الرخصة المُتحوّل إليها. في المجمل بقي ما يزيد عن 97% من البيانات، إلا أن مقدار تأثر المناطق الجغرافية بحذف البيانات متفاوت، وكانت أكثر المناطق تأثرا هي أستراليا وبولندا.
كل البيانات المضافة إلى المشروع يجب أن تكون منشورة في الأصل برخصة متوافقة مع رخصة المشروع، مالَم يكن مُنشئها هو المشارك نفسه، أي بطريق المسح الجغرافي. ومن أمثلة البيانات المتوافقة تلك التي سقطت حقوق الطبع عنها، وما في الملك العام، وغيرها، والمشاركون يلتزمون بذلك. كما قد يتطلب ذلك مراجعة تراخيص البيانات الحكومية قبل تضمينها.
تُستخدم برمجيات عديدة في إنتاج بيانات خريطة الشارع المفتوحة، ولكلّ منها ترخيصه الخاص، وبعضها برمجيات حرّة. نظام تحرير وعرض الخرائط في موقع المشروع مبني على Ruby On Rails ويخزن بياناته في قاعدة بيانات تدار بوساطة بوستجري إس كيو إل والخريطة المبدئية في الموقع تُعرض باستخدام Mapnik وتُخزن بيانتها في بوست جي آي إس ‏ وتُنشر على الوِب بخادوم Apache باستخدام وحدة mod_tile. وبعض مكونات النظام، مثل محرر الخرائط Potlatch2 هي في الملك العام.

## مساهمات البيانات التجارية
بعض بيانات «خريطة الشارع المفتوح» تقوم بتزويدها شركات تختار أن ترخص بيانات الشوارع الفعلية أو مصادر الأقمار الصناعية المصورة والتي من خلالها تستطيع خرائط الشوارع المفتوحة أن ترسم الطرق والميزات.
ومن الجدير بالذكر أن بيانات مركبات الملاحة قامت بتزويد مجموعة كاملة من بيانات الطريق لهولندا وتفاصيل عن طريق القناة في الصين والهند. في كانون الأول من عام 2006 أكد «ياهو» أن «خريطة الشارع المفتوح» كانت قادرة على الاستفادة من الصور الجوية الرأسية وكان هذا التصوير متاحا ضمن برمجيات التحرير كغطاء[بحاجة لمصدر]
يستطيع المساهمون إنشاء خرائطهم المستندة على الاتجاه كعمل مشتق يتم إطلاقه كترخيص مفتوح ومجاني، حتى اغلاق الـ API الخاص بخرائط ياهو في الثالث عشر من أيلول عام 2011[بحاجة لمصدر]
في تشرين الثاني من عام 2010, صرحت مايكروسوفت عن إمكانية استخدام صور «بنج» الجوية العمودية كخلفية في تحريراتها[بحاجة لمصدر] من قبل مجتمع «خريطة الشارع المفتوح».
.لفترة معينة ما بين عام 2009 و2011, جعلت خرائطها المصورة عالية الدقة للمدن الرئيسية في أستراليا، وبعض المناطق الأسترالية الريفية متوفرة لاشتقاق بيانات «خريطة الشارع المفتوح» تحت ترخيص ال"CC BY- SA[بحاجة لمصدر]
في حزيران من عام 2018 صرح فريق «مايكروسوفت بنج» عن مساهمة حقيقية ل 125 مليون تأثير لبنايات أمريكية في المشروع- أربعة أضعاف الرقم الذي تمت المساهمة به من قبل مستخدمين أو إيرادات البيانات الحكومية[بحاجة لمصدر].

## إنتاج خرائط الشارع المفتوحة
يتم جمع بيانات الخريطة من الصفر بواسطة متطوعين يقومون بإجراء استطلاعات حقلية منتظمة باستخدام أدوات مثل جهاز ال GPS اليدوي أو دفتر أو الديجيتال كاميرا أو مسجل الصوت. ثم يتم إدخال البيانات في قاعدة بيانات خريطة الشارع المفتوحة. وتقام فعاليات مسابقة Mapathon (الماباثون) أيضًا بواسطة فريق خريطة الشارع المفتوحة ومن قبل المنظمات غير الربحية والحكومات المحلية لتعيين منطقة معينة وجمع المعلومات[بحاجة لمصدر].
توافر التصوير الجوي والبيانات الأخرى من المصادر التجارية والحكومية أضاف مصدر مهم للبيانات من أجل التحرير اليدوي والتلقائي. توجد عمليات خاصة للتعامل مع الواردات التلقائية وتجنب المشاكل القانونية والتقنية لاكتسابها[بحاجة لمصدر].

### برامج تحرير خريطة الشارع المفتوحة
بإمكان المستخدم تعديل خريطة الشارع المفتوح بعدة برامج وأدوات من أهمها:
- iD هو محرر الخريطة الافتراضي على موقع openstreetmap.org، يعمل في المتصفح مباشرة، ويوصف بأنه يجعل أول تعديل لراسمي الخرائط أكثر سهولة[6] وهو الخيار المفضل للمبتدئين.
- جوسم وهو محرر الخرائط الأكثر تطورًا وقابليةً للتخصيص وتوسيع الوظائف، مع إمكانية العمل دون اتصال، يتعمد على جافا لذا فإنه يعمل على جميع أنظمة سطح المكتب.[7]
- Vespucci هو أول محرر متكامل الميزات لنظام الأندرويد، تم إصداره في عام 2009، وهو بواجهة عربية منذ الإصدار 16.0.[8]
- StreetComplete هو تطبيق أندرويد حديث وسهل تم إطلاقه في عام 2016، الذي يسمح للمستخدمين دون أي معرفة لخريطة الشارع المفتوحة بالرد على أسئلة بسيطة للبيانات الموجودة في خريطة الشارع المفتوحة. وبالتالي مساهمة الناس عامة في البيانات.[9]
- Go Maps هو تطبيق آي أو إس يتيح للمستخدمين إنشاء وتحرير المعلومات في خريطة الشارع المفتوح.[10]
- Potlatch للمستخدمين من المستوى المتوسط، يعتمد على ملحقة أدوبي فلاش، ويعمل متصلًا بالإنترنت، ولا يدعم اللغة العربية.[11]
- Merkaartor تطبيق سطح المكتب للمستخدمين المتقدمين لا يدعم اللغة العربية.[12]
- MAPS.ME وهو تطبيق للجوال (يعمل على كل من أندرويد وآي أو إس) يقدم خرائط دون الاتصال بالإنترنت، ويتضمن محرر بيانات محدودٍ للـ OSM.[13]

## وصلات خارجية
- خريطة الشارع المفتوحة على موقع Open Hub (الإنجليزية)
- خريطة الشارع المفتوحة على موقع Framasoft (الفرنسية)
- الموقع الرسمي
- ويكي عن المشروع
- صور خرائط مختارة